# فرنسيسكو سانشيز باربيرو
فرنسيسكو سانشيز باربيرو (بالإسبانية: Francisco Sánchez Barbero) هو كاتب وصحفي إسباني، ولد في 1764 في Moríñigo ‏ في إسبانيا، وتوفي في 1819 في مليلية في إسبانيا.